# Emma Adler
Emma Adler (Debrecen, 20 de maio de 1858 — Zurique, 23 de fevereiro de 1935), também conhecida como Marion Lorm e Helene Erdmann, foi uma escritora e jornalista fin de siècle da Áustria.

## Vida
Adler nasceu em Debrecen, na Hungria, em 20 de maio de 1858. Era irmã de Heinrich Braun e esposa de Victor Adler, um físico e político responsável pela fundação do Partido Social-Democrata da Áustria. Casaram-se em 1878 e tiveram três filhos, Friedrich, nascido em 1878; Marie, nascida em 1881; e Karl, nascido em 1885. Emma é conhecida devido às obras que envolvem ficção, romances históricos e traduções, bem como correspondências a Karl Kautsky. Era uma socialista que, juntamente com outros escritoras judaicas de sua época, como Hedwig Dohm, Bertha Pappenheim e Hedwig Lachman, combinaram a atividade política com a criatividade artística. Adler foi a publicadora da obra Arbeiterinnen-Zeitung. Morreu no ano de 1935 em Zurique, na Suíça, devido aos acometimentos que a depressão trouxe a sua saúde.

## Obras
- Goethe und Frau v. Stein, 1897
- Marion Lorm (Pseudonym), translation: Choderlos de Laclos: Gefährliche Liebschaften, 1899
- Die berühmten Frauen der französischen Revolution 1789–1795, 1906
- Erinnerungen 1887–1892–1912, in: Gedenkbuch: 20 Jahre Österreichische Arbeiterinnenbewegung, 1912
- Feierabend. Ein Buch für die Jugend, 1902
- Neues Buch der Jugend, 1912
- Kochschule, 1915